# Engstlensee
Der Engstlensee ist ein natürlicher See auf der Engstlenalp im Kanton Bern in der Schweiz, der von den Kraftwerken Oberhasli (KWO) durch einen unterirdischen Seeanstich als Speichersee verwendet wird.

## Lage
Der See liegt auf rund 1851 m ü. M. am oberen Ende des Gentals im Sustengebiet am Jochpass (2207 m) in der Nähe der Grenzen zu den Kantonen Nid- und Obwalden am Fusse des Titlis (3238 m ü. M.), des höchsten Gipfels in der Region.

## Umgebung
Der Engstlensee ist ein beliebtes Ausflugsziel, vor allem wegen der unmittelbaren Nähe zum Titlis. Er lässt sich von Engelberg aus mit Seilbahnen oder zu Fuss erreichen und wird gerne zu einer Tour kombiniert mit dem Trüebsee, Tannensee und Melchsee – drei ähnlich grosse Seen in der Region, die man von Engelberg aus erwandern kann, um dann von Melchsee-Frutt wieder ins Tal zu gelangen.

## Nutzung
Der fischreiche Bergsee hat rund 10,7 Mio. m³ Inhalt, wovon 1 Mio. m³ durch die KWO für die Stromerzeugung genutzt werden. Der See weist einen unterirdischen Seeanstich auf, der es ermöglicht, den See im Winter um fünf Meter abzusenken. Das Einlaufbauwerk des 600 m langen Ableitstollens befindet sich auf der rechten Seite. Der Stollen mündet ungefähr 250 m unterhalb des natürlichen Seeausflusses in das Gentalwasser (⊙), das nach weiteren 480 m gefasst (⊙) und durch einen Stollen in das benachbarte Gadmertal geleitet wird. Dort wird es vom Kraftwerk Fuhren genutzt, das sein Unterwasser über einen Gegendruckstollen in das Stollenfenster Schaftelen des Zulaufstollens Steinwasser–Trift leitet. Das Wasser kann danach entweder in den Kraftwerken Hopflauenen und Innertkirchen 2 genutzt werden oder über die Pumpturbine von Handeck 3 in den Stausee Räterichsboden gepumpt werden.